# Stanisław Szwarc-Bronikowski

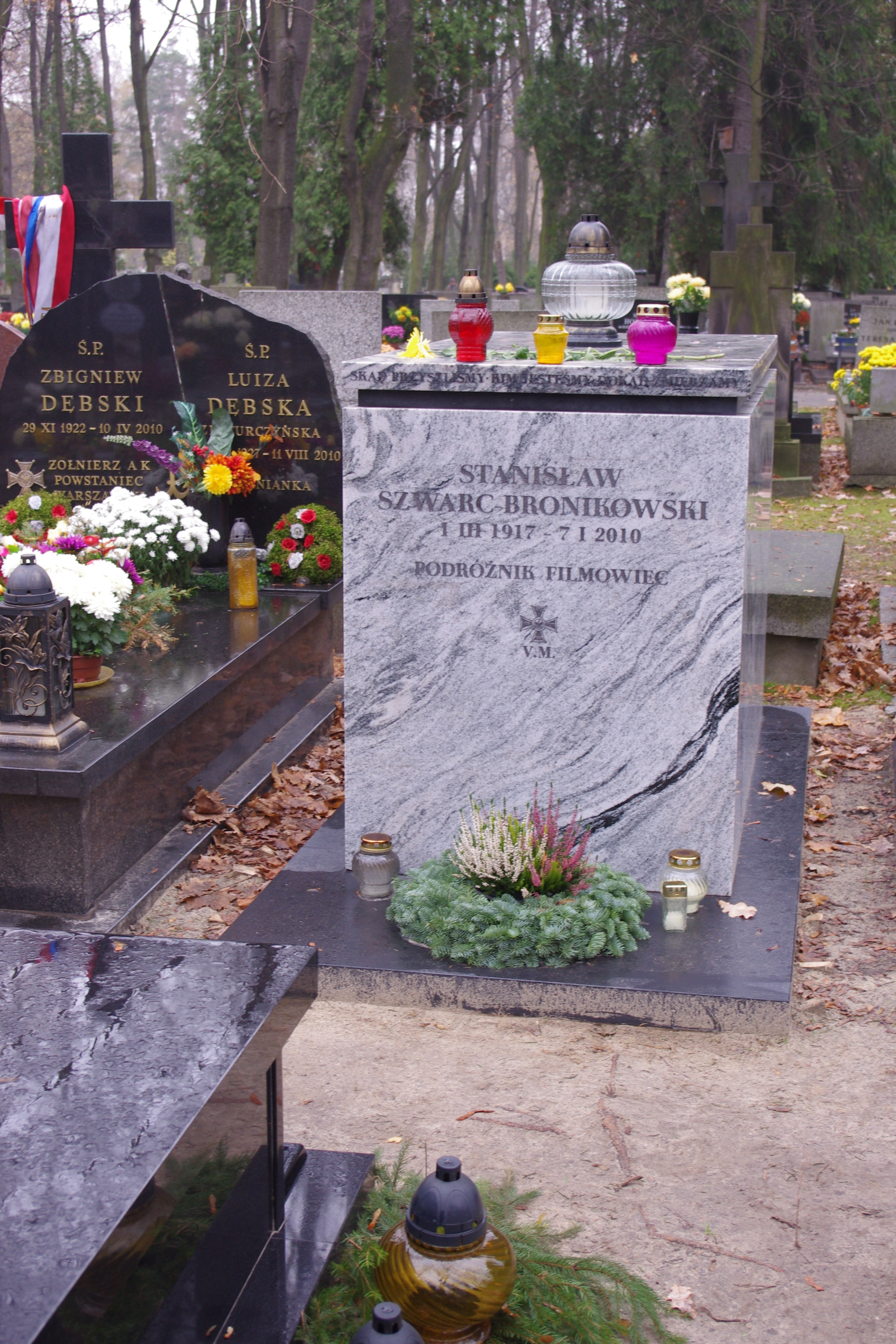
Grób podróżnika Stanisława Szwarc-Bronikowskiego na Cmentarzu Wojskowym na Powązkach w Warszawie

Stanisław Szwarc-Bronikowski (ur. 1 marca 1917 w Górkach koło Klimontowa jako Stanisław Szwarc, zm. 7 stycznia 2010 w Warszawie) – polski publicysta, podróżnik i filmowiec.

## Lata dziecięce i młodzieńcze
Urodził się jako syn Stanisława Szwarca i Stefanii z domu Gabrysiewicz. Jego ojciec był ogrodnikiem majątku Karskich w Górkach k. Klimontowa. Stanisław ukończył szkołę powszechną w Klimontowie, a następnie gimnazjum i liceum w Mielcu oraz liceum w Sandomierzu. Po ukończeniu Gimnazjum w Sandomierzu w 1936 r., w latach 1936–1939 studiował na Wydziale Prawa Uniwersytetu Warszawskiego i w Wyższej Szkole Dziennikarstwa w Warszawie.

## II wojna światowa
W czasie okupacji brał czynny udział w ruchu oporu ZWZ-AK pod pseudonimem „Roman”. Był założycielem i redaktorem konspiracyjnych pism na Kielecczyźnie w latach 1939–1945, m.in.: „Komunikat”, „Na posterunku”, „Strażnica”, „Zryw”. Dowodził również oddziałem dywersyjnym Podobwodu Klimontów AK. W czasie akcji „Burza” pełnił różne funkcje, m.in.: oficera oświatowego 2 pułku piechoty Legionów AK, referenta Biura Informacji i Propagandy (BIP) 2 Dywizji Piechoty Legionów AK. Dnia 10 września 1944 r. rozkazem Komendanta Głównego AK mianowany na stopień podporucznika czasu wojny.
Po zakończeniu wojny pod przybranym nazwiskiem Piotr Bronikowski działał w organizacji „Wolność i Niezawisłość” w woj. olsztyńskim. Był współzałożycielem „Wiadomości Mazurskich” (pierwszy dziennik dla Warmii i Mazur).
W 1946 r. został aresztowany i więziony przez rok w areszcie Ministerstwa Bezpieczeństwa Publicznego w Warszawie przy ulicy Rakowieckiej. Podczas następnego aresztowania w 1948 roku przez Informację Wojskową zdołał zbiec i do 1955 r. ukrywał się pod różnymi nazwiskami (m.in. pod nazwiskiem poległego przyjaciela – Bronikowski, które potem dodał do nazwiska rodowego), pracując kolejno jako malarz-ilustrator, fotograf, cieśla. W 1955 roku ponownie został aresztowany. Po rocznym pobycie w więzieniu powrócił na wolność.
Za działalność w okresie II wojny światowej odznaczony Krzyżem Walecznych (Londyn 1944 r.), Krzyżem Srebrnym Orderu Virtuti Militari (1945 r.), Krzyżem Pamiątkowym Akcji „Burza”.

## Kariera dziennikarska
Pracował jako redaktor działu popularyzacji nauki tygodnika „Dookoła świata” (1956–1960). Był założycielem oraz prezesem Spółki Mieszkaniowej „Dziennikarz” w latach 1958–1960 oraz redaktorem TVP od 1960 do 1995 r.
Był członkiem licznych organizacji: ZAiKS, SDP, Międzynarodowej Organizacji TV „One Word”; „The Explorers Club”; National Geographic Society, Towarzystwa Przyjaciół Filozofii Ekologicznej, Światowego Związku Żołnierzy AK.
Uhonorowany został Złotym Krzyżem Zasługi oraz licznymi medalami za popularyzację różnych dziedzin życia.
Bardzo bogata jest jego twórczość telewizyjna, na którą składa się sto kilkanaście filmów popularnonaukowych o tematyce przyrodniczej, ekologicznej, etnograficznej, archeologicznej, geologicznej oraz religioznawczej zrealizowane w latach 1960–1995. W TVP filmy emitowane m.in.: „Mongolskie ballady”, „W cztery świata strony”, „Z Alaski do Kolorado”, „Przez antypody”, „Tropami mułów”, „U źródeł naszej cywilizacji”, a także seriale filmów ekologicznych „Opowieści o bursztynie”, „Najstarszy Testament”, „Zielone komnaty”, „Testament wieków” (o pradziejach naszych ziem i państwa polskiego w świetle najnowszych badań).
Większość filmów zrealizował za granicą (wyjazdy głównie prywatne). Wyemitowano je w telewizjach różnych krajów Europy, USA, Australii, Kanadzie.
Równie znacząca jest twórczość oświatowa, na którą składają się eseje i cykle reportaży podróżniczych, wywiady publikowane w różnych czasopismach oraz książka-album „Poszukiwanie zaginionych światów”, uhonorowana nagrodą im. Arkadego Fiedlera – Bursztynowy Motyl w 1996 roku.
Mieszkał w Warszawie. Pochowany na Wojskowych Powązkach 15 stycznia 2010 r.(kwatera A18-6-22)

## Podróże
Odwiedził m.in. następujące regiony:
- Mongolia (1958),
- Wyspy Trobrianda na Melanezji (1968),
- Nowa Brytania (1968),
- Nowa Gwinea (1969),
- Peru – Amazonia i Montania (1973).

## Nagrody
- 1970, 1974, 1977, 1990 – nagroda Przewodniczącego Komitetu ds. Radia i Telewizji TV
- 1973 – wyróżniony „Złotym Ekranem”
- 1987, 1990 – I nagroda w konkursie LOP za filmy ekologiczno-przyrodnicze w TVP
- 1988 – I nagroda na festiwalu filmowym w La Chapelle – Vercaur 1988 oraz w 1989 roku w Barcelonie za filmy speleologiczne
- 1992 – Grand Prix na festiwalu „Ekofilm 92”
- 1994 – Nagroda Specjalna „Ekofilm 94”.
- 1996 – Nagroda im. Arkadego Fiedlera – Bursztynowy Motyl – za książkę – album „Poszukiwacza zaginionych światów”
- 1997 – Doroczna nagroda autorska „Klio” za „Testament wieków”
- 2003 – Laureat Super Kolosa(Kolosy) za całokształt dokonań
- 2008 – Nagroda Grand Prix National Geographic Travery za wkład w poznawanie obcych kultur